# ماريبل دومينغيز
ماريبيل دومينغيز كاستيلان (من مواليد 18 نوفمبر 1978) هي لاعبة كرة قدم مكسيكية سابقة لعبت لصالح شيكاغو ريد ستارز خلال موسم 2013 من الدوري الوطني لكرة القدم للسيدات، وكانت قائدة وهدافة منتخب المكسيك لكرة القدم للسيدات. وهي معروفة عالميًا باسم ماريجول لسجلها البالغ 46 هدفًا مسجلاً في 49 مباراة لمنتخب المكسيك للسيدات.
احترفت دومينغيز في الولايات المتحدة وإسبانيا والمكسيك. في عام 2003، كانت أول لاعبة مكسيكية المولد تنضم لفريق في اتحاد كرة القدم النسائي المتحد (WUSA)، وهو القسم الأعلى في الولايات المتحدة في ذلك الوقت. بصفتها مهاجمة لفريق أتالانتا بيت، كانت هدافة كبيرة في الدوري خلال نسخته الأخير. في عام 2004، تصدرت عناوين الصحف الدولية عندما وقعت عقدًا مع فريق للرجال في المكسيك، لكن الاتحاد الدولي لكرة القدم (فيفا) نفى ذلك. من عام 2005 إلى عام 2013، لعبت بصفتها مُحترفة لعدة فرق حول العالم بما في ذلك نادي برشلونة لكرة القدم، ويو ليستارتيت، وسان دييغو صن ويفز، وشيكاغو ريد ستارز، وبانتيراس.
لعبت دومينغيز أكبر عدد من المباريات (116) في تاريخ منتخب المكسيك للسيدات. وقد سجلت أكبر عدد من الأهداف (82) من بين أي لاعب وطني مكسيكي، بما في ذلك بين أعضاء فريق الرجال. وفي عام 2004، صُنفت ضمن أفضل 25 لاعبة في العالم بحسب تصنيف الفيفا. وهي اللاعبة المكسيكية الوحيدة التي شاركت وسجلت لمُنتخب المكسيك في كل من الألعاب الأولمبية وكأس العالم وكأس الكونكاكاف الذهبية وألعاب عموم أمريكا.

## الحياة المبكّرة
وُلدت دومينغيز، الأصغر من بين عشرة أشقاء، في مكسيكو سيتي بالمكسيك، ونشأت في ضاحية تشالكو الريفية. على الرغم من آراء والدها عن الرياضة، إلا أنها لعبت كرة القدم عندما كانت صغيرة مع إخوتها الثلاثة، على الرغم من أن والدها لم يكن يوافق على ذلك: "كان والدي من الطراز القديم جدًا، ولم يكن يحب كرة القدم. ولم يعجبه حتى ذلك". "كان إخوتي يلعبون كرة القدم. وعندما كان يذهب إلى العمل، كنت أتسلّل خارج المنزل لأذهب وأمارس الرياضة في الشارع". لم تجد دومينغيز فريقًا للفتيات لتلعب فيه إلى أن أصبحت مُراهقة. خدعت دومينغيز الأولاد في الحي الذي نشأت فيه باللعب معهم بشعرها القصير كالصبي. أطلقوا عليها اسم ماريو ولم يكتشفوا أنّها فتاة إلا عندما ظهرت صورتها في الصحف بعد أن شاركت مع المنتخب الوطني للسيدات.
في عام 1997، انضمّت دومينغيز إلى فريق نسائي يُدعى إنتر، وأُجبرت على إجراء فحص كامل للجسم من قبل مسؤولة في الدوري المكسيكي للتحقق من جنسها بسبب شعرها القصير وقدرتها على "اللعب كرجل". قالت دومينغيز للمفتش: "حسنًا، ولكن فقط إذا فعلت الشيء نفسه". ولم يتم استجوابها مرّة أخرى.

## مسيرتها الكروية

### الأندية

#### كانساس سيتي ميستيكس (2002)
نظرا لعدم وجود دوري محترف للسيدات في المكسيك، هاجرت دومينغيز إلى الولايات المتحدة للعب مع فريق كانساس سيتي ميستيكس في عام 2002 ومُواصلة تطورها كلاعبة كرة قدم. خلال موسمها الأول والوحيد مع فريق ميستيكس، أنهت الدوري برصيد 17 هدفًا و12 تمريرة حاسمة لتُساعد فريقها في انتزاع لقب قسم الغرب الأوسط. حصلت بعد ذلك على جائزة أفضل لاعبة من W-League.

#### أتلانتا بيت (2003)
في العام التالي، وقّعت دومينغيز مع أتلانتا بيت في اتحاد كرة القدم النسائي المتحد (WUSA)، القسم الأول لكرة القدم الاحترافية في الولايات المتحدة في ذلك الوقت. كانت أول لاعبة مكسيكية المولد تنضم إلى الدوري مُنذ بدايته عام 2001 خلال شهرها الأول مع الفريق، حصلت على لقب أفضل لاعبة في الدوري بعد تسجيلها خمسة أهداف وتقديمها تمريرتين حاسمتين في ثلاث مباريات. وسجلت سبعة أهداف خلال موسم 2003 وكانت من إحدى الهدافات. وعن تجربتها، قالت: "إنه أمر مميز للغاية بالنسبة لي أن أكون في مركز الهداف الأول في هذا الدوري. إنه أفضل شيء حدث لي في مسيرتي، حيث أحرزت هدفًا في كأس العالم للسيدات 1999." احتل فريق أتالانتا بيت المركز الثاني في الترتيب برصيد 9–4–8.

#### رفض الفيفا والاحتراف في إسبانيا (2004–2012)
في ديسمبر 2004، تصدّرت دومينغيز عناوين الصحف الدولية عندما وقعت عقدًا لمدة عامين مع فريق الدرجة الثانية للرجال، أتلتيكو سيلايا في غواناخواتو، المكسيك. قالت دومينغيز عن التوقيع: "الأمر هو أنه في المكسيك ليس لدينا حتى دوري هواة لائق للنساء، لذلك عليك البحث عن خيارات أخرى... كنت أعلم أن القرار يُمكن أن يذهب في أي من الاتجاهين، لكننا "أتوقع الإجابة بنعم. الشيء الصعب هو مساواة القوة البدنية للرجال، لكن التقنية والرغبة وقوة الإرادة، هذه هي الأشياء التي أمتلكها بالفعل." بينما لم يعترض الاتحاد المكسيكي لكرة القدم، فقد أحال الأمر إلى مقر الفيفا في زيوريخ للحصول على حُكم رسمي. حكمت الفيفا ضد فرق كرة القدم المختلطة قائلة: "يجب أن يكون هناك فصل واضح بين كرة القدم الرجالية وكرة القدم النسائية". وتم فرض حظر على دومينغيز للعب في مباراة استعراضية للرجال خارج الدوري. قالت دومينغيز: "أردت فقط أن أحصل على الفرصة للمحاولة". "إذا فشلت لكنت أول من يقول إنني لا أستطيع القيام بذلك، وأول من يعترف بأن الأمر لا ينجح. ولكن على الأقل كنت سأحاول."
ابتداءً من أوائل عام 2005، لعبت دومينغيز مع نادي برشلونة في دوري الدرجة الأولى الإسباني، الدوري الإسباني للسيدات. وكان الفريق يُكافح من أجل تجنب الهبوط. كان أول ظهور لها مع نادي برشلونة في 30 يناير 2005 في مباراة ضد توريخون حيث سجلت ثلاثية وساعدت الفريق على الفوز 5–3. بقي برشلونة في الدوري وجدّد عقد دومينغيز لمدة عام آخر. كانت واحدة من أوائل لاعبات كرة القدم الأجنبيات اللاتي حصلن على ترخيص للعب في إسبانيا.
في يناير 2007، وقعت دومينغيز مع فريق لاستارتيت الذي يلعب في دوري الدرجة الثانية الإسباني. على الرغم من أنها لعبت نصف الموسم فقط، إلا أنها سجلت 22 هدفًا وساعدت النادي على الفوز بلقب البطولة والصعود إلى دوري الدرجة الأولى الإسباني - وهي المرة الأولى على الإطلاق. في صيف 2007، أوفت دومينغيز بالتزامها السابق باللعب لفريق سان دييغو صن ويفز في الدوري الأمريكي للمحترفين. وسجلت في أول ظهور لها ضد فانكوفر وايتكابس وانتهت بثلاثة أهداف في ثلاث مباريات. في موسم 2007–08، سجلت دومينغيز 15 هدفًا لصالحه لاستارتيت في الدوري الإسباني للسيدات.
في الدوري الإسباني 2008–09، كانت دومينغيز لا يزال تلعب مع فريق لاستارتيت. وكشفت أن حُلمها الأخير هو تدريب منتخب المكسيك للسيدات. كانت قد بدأت تدريب فرق الشباب في لاستارتيت في الموسم السابق. أدت الصعوبات المتعلقة بتأشيرتها والتزاماتها مع المنتخب المكسيكي في النهاية إلى تقليل وقت لعب دومينغيز مع فريق لاستارتيت. في النصف الأول من الدوري الإسباني 2011–12 ظهرت أربع مرات. في أبريل 2012، اعترف لاستارتيت بالفشل في مُحاولاتهم لإعادتها إلى إسبانيا.

#### شيكاغو ريد ستارز وبانتيراس (2013)

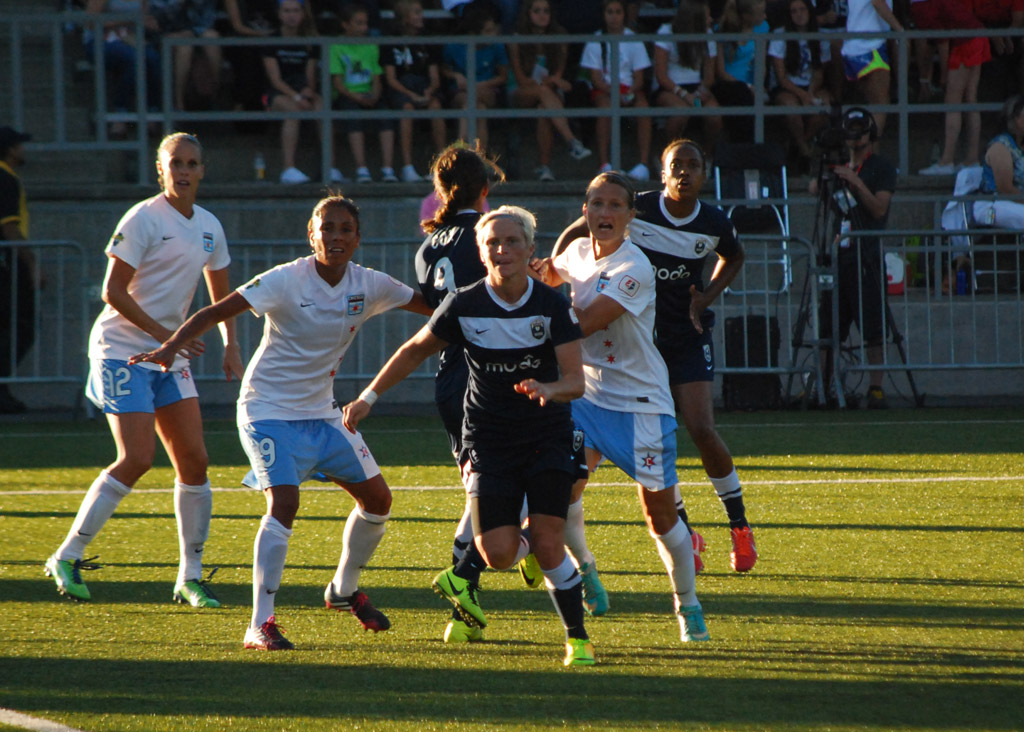
دومينغيز (الثاني من اليسار) يلعب لفريق شيكاغو ريد ستارز في مباراة ضد سياتل رين إف سي في 25 يوليو 2013 في توكويلا، واشنطن.

في عام 2013، انضمت دومينغيز إلى شيكاغو ريد ستارز للموسم الافتتاحي للدوري الوطني لكرة القدم للسيدات (NWSL)، وهو دوري كرة القدم المحترف في الدرجة الأولى في الولايات المتحدة. جنبًا إلى جنب مع زميلتها في المنتخب المكسيكي دينورا جارزا، تم تخصيصها للنجوم الحمراء كجزء من تخصيص لاعبات الدوري. شاركت دومينغيز أساسية في 9 من أصل 16 مباراة خاضتها مع فريق ريد ستارز، ولعبت إجمالي 705 دقيقة. سجلت هدفين خلال الموسم: هدف واحد في المباراة الافتتاحية في التعادل 3–3 ضد إف سي كانساس سيتي في 14 يوليو وآخر في المباراة الافتتاحية خلال التعادل 3–3 ضد سكاي بلو إف سي في 11 أغسطس. أنهى النادي موسم 2013 في المركز السادس في الترتيب بتسجيل 8–6–8.
بعد نهاية الموسم، عادت دومينغيز إلى المكسيك لتلعب لصالح فريق بانتيراس، وهو فريق Super Liga Femenil de Fútbol تابع لـ Universidad Autónoma del Estado de Hidalgo. سجلت أول ثلاثية لها في فوز فريق بانثيرس 6-2 على لاغونا في أغسطس 2013.

### دوليًا
اعتبارًا من عام 2013، لعبت دومينغيز أكبر عدد من المباريات (109) وسجلت أكبر عدد من الأهداف (75) في تاريخ منتخب المكسيك للسيدات. وهي اللاعبة المكسيكية الوحيدة التي ظهرت وسجلت لفريق المكسيك في الألعاب الأولمبية وكأس العالم وكأس الكونكاكاف الذهبية وألعاب عموم أمريكا.
استدعيت دومينغيز لأول مرة للعب لمنتخب المكسيك لكرة القدم للسيدات في عام 1998 عندما كانت في العشرين من عمرها، وساعدت المنتخب في التأهل لكأس العالم للسيدات 1999. وسجلت هدف المكسيك الوحيد في البطولة في الخسارة 7–1 أمام البرازيل في ملعب جاينتس في إيست روثرفورد، نيو جيرسي. في عام 2002، كانت جزءًا من تشكيلة المكسيك التي حصلت على الميدالية البرونزية في الكأس الذهبية للسيدات كونكاكاف. برصيد تسعة أهداف، كانت هدافة بطولة الكونكاكاف المؤهلة للألعاب الأولمبية للسيدات لأولمبياد أثينا 2004، وهي الأولى في تاريخ المنتخب المكسيكي. في أولمبياد 2004 في أثينا، اليونان قادت دومينغيز منتخب المكسيك إلى الدور ربع النهائي وسجل الهدف الوحيد للفريق خلال البطولة. وفي العام التالي، صُنفت ضمن أفضل 25 لاعبة في العالم من قبل فيفا وتم ترشيحها لجائزة فيفا لأفضل لاعبة في العام.
في 5 نوفمبر 2010، سجلت دومينغيز الهدف الأوّل في فوز المكسيك 2–1 على الولايات المتحدة خلال الدور قبل النهائي من تصفيات الكونكاكاف كأس العالم للسيدات.
في عام 2011، قادت دومينغيز منتخب المكسيك للفوز بالميدالية البرونزية في دورة ألعاب عموم أمريكا 2011 في غوادالاخارا، المكسيك. خلال المباراة الثانية للفريق في دور المجموعات ضد ترينيداد وتوباغو، سجلت هدف المكسيك الوحيد من ركلة جزاء في الثانية 42. والتي انتهت بالتعادل 1–1. بعد فوز المكسيك بمباراتها الثالثة في دور المجموعات 1–0 ضد كولومبيا، تقدم الفريق إلى الدور نصف النهائي حيث خسر 1–0 أمام البرازيل.
في نفس العام، قادت دومينغيز فريق الكونكاكاف صاحب المركز الثاني للعب في كأس العالم للسيدات 2011 في ألمانيا. انتهت المباراة الأولى للمنتخب في دور المجموعات بالتعادل 1–1 أمام إنجلترا على ملعب فولكس فاجن أرينا في فولفسبورج أمام 18702 متفرج. وفي المباراة الثانية في دور المجموعات في 1 يوليو، هُزمت المكسيك 4–0 أمام الفريق الفائز بالميدالية الذهبية، اليابان. خلال مباراتها الثالثة والأخيرة في دور المجموعات ضد نيوزيلندا، سجلت دومينغيز الهدف الثاني للمكسيك في الدقيقة 29 لتصبح النتيجة 2–0 بعد أن سجلت زميلتها ستيفاني مايور في الدقيقة الثانية من المباراة. سجلت نيوزيلندا في الدقيقة 90 وخلال الوقت المحتسب بدل الضائع لتعادل النتيجة 2–2. ولم تتأهل المكسيك إلى الدور ربع النهائي.
في عام 2012، سجّلت دومينغيز 3 أهداف خلال الجولة التأهيلية لبطولة التصفيات الأولمبية للسيدات الكونكاكاف 2012 التي أقيمت في كندا؛ ومع ذلك، أُقصي المنتخب في طريقه إلى أولمبياد لندن 2012.

#### المشاركات والأهداف في البطولات الدولية
| المسابقة                | البلد المضيف     | النتيجة         | المشاركات | الأهداف |
| ----------------------- | ---------------- | --------------- | --------- | ------- |
| كأس العالم للسيدات 1999 | الولايات المتحدة | مرحلة المجموعات | 3         | 1       |
| كأس العالم للسيدات 2011 | ألمانيا          | مرحلة المجموعات | 3         | 1       |

##### الألعاب الأولمبية
| المسابقة                       | البلد المضيف | النتيجة     | المشاركات | الأهداف |
| ------------------------------ | ------------ | ----------- | --------- | ------- |
| الألعاب الأولمبية الصيفية 2004 | اليونان      | ربع النهائي | 3         | 1       |

##### كأس الكونكاكاف الذهبية
| المسابقة                    | البلد المضيف     | النتيجة             | المشاركات | الأهداف |
| --------------------------- | ---------------- | ------------------- | --------- | ------- |
| كأس الكونكاكاف الذهبية 2000 | الولايات المتحدة | مرحلة المجموعات     | 3         | 5       |
| كأس الكونكاكاف الذهبية 2002 | الولايات المتحدة | الميدالية البرونزية | 5         | 3       |
| كأس الكونكاكاف الذهبية 2006 | الولايات المتحدة | الميدالية البرونزية | 3         | 2       |

##### الألعاب الأمريكية
| المسابقة                    | البلد المضيف | النتيجة             | المشاركات | الأهداف |
| --------------------------- | ------------ | ------------------- | --------- | ------- |
| دورة الألعاب الأمريكية 2011 | المكسيك      | الميدالية البرونزية | 3         | 1       |

## الأهداف الدولية
| #.  | التاريخ        | المكان                         | الخصم            | الهدف | النتيجة | المسابقة                                                        |
| --- | -------------- | ------------------------------ | ---------------- | ----- | ------- | --------------------------------------------------------------- |
| 1.  | 20 سبتمبر 1998 | ريتشموند، الولايات المتحدة     | روسيا            | 1–?   | 1–5     | كأس الولايات المتحدة 1998                                       |
| 2.  | 14 ديسمبر 1998 | تولوكا، المكسيك                | الأرجنتين        | 2–1   | 3–1     | تصفيات كأس العالم للسيدات 1999 ‏                                 |
| 3.  | 19 ديسمبر 1998 | بوينس آيرس، الأرجنتين          | الأرجنتين        | 1–0   | 3–2     | تصفيات كأس العالم للسيدات 1999 ‏                                 |
| 4.  | 19 يونيو 1999  | شرق راذرفورد، الولايات المتحدة | البرازيل         | 1–1   | 1–7     | كأس العالم للسيدات 1999                                         |
| 5.  | 7 مايو 2000    | بورتلاند، الولايات المتحدة     | كوريا الجنوبية   | 2–0   | 4–1     | كأس الولايات المتحدة 2000                                       |
| 6.  | 7 مايو 2000    | بورتلاند، الولايات المتحدة     | كوريا الجنوبية   | 3–1   | 4–1     | كأس الولايات المتحدة 2000                                       |
| 7.  | 24 يونيو 2000  | فوكسبورو، الولايات المتحدة     | كندا             | 1–0   | 3–4     | كأس الكونكاكاف الذهبية للسيدات 2000                             |
| 8.  | 24 يونيو 2000  | فوكسبورو، الولايات المتحدة     | كندا             | 2–2   | 3–4     | كأس الكونكاكاف الذهبية للسيدات 2000                             |
| 9.  | 26 يونيو 2000  | هرشي، الولايات المتحدة         | غواتيمالا        | 1–0   | 7–0     | كأس الكونكاكاف الذهبية للسيدات 2000                             |
| 10. | 26 يونيو 2000  | هرشي، الولايات المتحدة         | غواتيمالا        | 4–0   | 7–0     | كأس الكونكاكاف الذهبية للسيدات 2000                             |
| 11. | 26 يونيو 2000  | هرشي، الولايات المتحدة         | غواتيمالا        | 6–0   | 7–0     | كأس الكونكاكاف الذهبية للسيدات 2000                             |
| 12. | 10 ديسمبر 2000 | هيوستن، الولايات المتحدة       | الولايات المتحدة | 1–1   | 2–3     | مباراة ودية                                                     |
| 13. | 29 أكتوبر 2002 | فوليرتون، الولايات المتحدة     | بنما             | 5–1   | 5–1     | كأس الكونكاكاف الذهبية للسيدات 2002                             |
| 14. | 9 نوفمبر 2002  | باسادينا، الولايات المتحدة     | كوستاريكا        | 3–1   | 4–1     | كأس الكونكاكاف الذهبية للسيدات 2002                             |
| 15. | 9 نوفمبر 2002  | باسادينا، الولايات المتحدة     | كوستاريكا        | 4–1   | 4–1     | كأس الكونكاكاف الذهبية للسيدات 2002                             |
| 16. | 1 فبراير 2003  | كانبرا، أستراليا               | كوريا الجنوبية   | 2–0   | 2–0     | 2003 Australia Cup ‏                                             |
| 17. | 12 ديسمبر 2003 | تيغوسيغالبا، هندوراس           | نيكاراغوا        | 1–0   | 8–0     | 2004 CONCACAF Women's Pre-Olympic Tournament qualification      |
| 18. | 12 ديسمبر 2003 | تيغوسيغالبا، هندوراس           | نيكاراغوا        | 3–0   | 8–0     | 2004 CONCACAF Women's Pre-Olympic Tournament qualification      |
| 19. | 12 ديسمبر 2003 | تيغوسيغالبا، هندوراس           | نيكاراغوا        | 5–0   | 8–0     | 2004 CONCACAF Women's Pre-Olympic Tournament qualification      |
| 20. | 12 ديسمبر 2003 | تيغوسيغالبا، هندوراس           | نيكاراغوا        | 6–0   | 8–0     | 2004 CONCACAF Women's Pre-Olympic Tournament qualification      |
| 21. | 14 ديسمبر 2003 | تيغوسيغالبا، هندوراس           | هندوراس          | 1–0   | 6–0     | 2004 CONCACAF Women's Pre-Olympic Tournament qualification      |
| 22. | 14 ديسمبر 2003 | تيغوسيغالبا، هندوراس           | هندوراس          | 3–0   | 6–0     | 2004 CONCACAF Women's Pre-Olympic Tournament qualification      |
| 23. | 25 فبراير 2004 | سان خوسيه، كوستاريكا           | هايتي            | 4–0   | 5–0     | 2004 CONCACAF Women's Pre-Olympic Tournament                    |
| 24. | 25 فبراير 2004 | سان خوسيه، كوستاريكا           | هايتي            | 5–0   | 5–0     | 2004 CONCACAF Women's Pre-Olympic Tournament                    |
| 25. | 27 فبراير 2004 | إيريذيا، كوستاريكا             | ترينيداد وتوباغو | 4–0   | 8–1     | 2004 CONCACAF Women's Pre-Olympic Tournament                    |
| 26. | 27 فبراير 2004 | إيريذيا، كوستاريكا             | ترينيداد وتوباغو | 6–1   | 8–1     | 2004 CONCACAF Women's Pre-Olympic Tournament                    |
| 27. | 27 فبراير 2004 | إيريذيا، كوستاريكا             | ترينيداد وتوباغو | 7–1   | 8–1     | 2004 CONCACAF Women's Pre-Olympic Tournament                    |
| 28. | 3 مارس 2004    | سان خوسيه، كوستاريكا           | كندا             | 1–0   | 2–1     | 2004 CONCACAF Women's Pre-Olympic Tournament                    |
| 29. | 3 مارس 2004    | سان خوسيه، كوستاريكا           | كندا             | 2–0   | 2–1     | 2004 CONCACAF Women's Pre-Olympic Tournament                    |
| 30. | 5 مارس 2004    | إيريذيا، كوستاريكا             | الولايات المتحدة | 1–0   | 2–3     | 2004 CONCACAF Women's Pre-Olympic Tournament                    |
| 31. | 5 مارس 2004    | إيريذيا، كوستاريكا             | الولايات المتحدة | 2–0   | 2–3     | 2004 CONCACAF Women's Pre-Olympic Tournament                    |
| 32. | 7 يوليو 2004   | مدينة مكسيكو، المكسيك          | أستراليا         | 1–2   | 1–2     | Friendly                                                        |
| 33. | 10 يوليو 2004  | غوادالاخارا، المكسيك           | أستراليا         | 1–0   | 2–0     | Friendly                                                        |
| 34. | 10 يوليو 2004  | غوادالاخارا، المكسيك           | أستراليا         | 2–0   | 2–0     | Friendly                                                        |
| 35. | 14 أغسطس 2004  | باتراس، اليونان                | الصين            | 1–0   | 1–1     | 2004 Summer Olympics                                            |
| 36. | 19 نوفمبر 2006 | ميامي، الولايات المتحدة        | ترينيداد وتوباغو | 3–0   | 3–0     | كأس الكونكاكاف الذهبية للسيدات 2006                             |
| 37. | 26 نوفمبر 2006 | كارسون، الولايات المتحدة       | جامايكا          | 2–0   | 3–0     | كأس الكونكاكاف الذهبية للسيدات 2006                             |
| 38. | 17 مارس 2007   | تولوكا، المكسيك                | اليابان          | 2–1   | 2–1     | تصفيات كأس العالم للسيدات 2007 ‏                                 |
| 39. | 17 أكتوبر 2010 | سوون، كوريا الجنوبية           | أستراليا         | 1–3   | 1–3     | 2010 Peace Queen Cup                                            |
| 40. | 29 أكتوبر 2010 | كانكون، المكسيك                | غيانا            | 2–0   | 7–2     | كأس الكونكاكاف الذهبية للسيدات 2010                             |
| 41. | 29 أكتوبر 2010 | كانكون، المكسيك                | غيانا            | 3–1   | 7–2     | كأس الكونكاكاف الذهبية للسيدات 2010                             |
| 42. | 29 أكتوبر 2010 | كانكون، المكسيك                | غيانا            | 6–2   | 7–2     | كأس الكونكاكاف الذهبية للسيدات 2010                             |
| 43. | 29 أكتوبر 2010 | كانكون، المكسيك                | غيانا            | 7–2   | 7–2     | كأس الكونكاكاف الذهبية للسيدات 2010                             |
| 44. | 31 أكتوبر 2010 | كانكون، المكسيك                | ترينيداد وتوباغو | 1–0   | 2–0     | كأس الكونكاكاف الذهبية للسيدات 2010                             |
| 45. | 5 نوفمبر 2010  | كانكون، المكسيك                | الولايات المتحدة | 1–0   | 2–1     | كأس الكونكاكاف الذهبية للسيدات 2010                             |
| 46. | 7 مارس 2011    | سوتيرا، قبرص                   | أيرلندا الشمالية | 1–0   | 3–1     | كأس قبرص للسيدات 2011                                           |
| 47. | 5 يوليو 2011   | سينسهايم، ألمانيا              | نيوزيلندا        | 2–0   | 2–2     | كأس العالم للسيدات 2011                                         |
| 48. | 20 أكتوبر 2011 | غوادالاخارا، المكسيك           | ترينيداد وتوباغو | 1–1   | 1–1     | كرة القدم في دورة الألعاب الأمريكية 2011 – منافسة السيدات ‏      |
| 49. | 22 يناير 2012  | فانكوفر، كندا                  | غواتيمالا        | 2–0   | 5–0     | مسابقة كونكاكاف الأولمبية للسيدات 2012                          |
| 50. | 22 يناير 2012  | فانكوفر، كندا                  | غواتيمالا        | 4–0   | 5–0     | مسابقة كونكاكاف الأولمبية للسيدات 2012                          |
| 51. | 22 يناير 2012  | فانكوفر، كندا                  | غواتيمالا        | 5–0   | 5–0     | مسابقة كونكاكاف الأولمبية للسيدات 2012                          |
| 52. | 13 ديسمبر 2012 | ساو باولو، البرازيل            | البرازيل         | 2–1   | 2–1     | 2012 International Women's Football Tournament ‏                 |
| 53. | 19 نوفمبر 2014 | ولاية فيراكروز، المكسيك        | ترينيداد وتوباغو | 2–0   | 6–0     | 2014 Central American and Caribbean Games ‏                      |
| 54. | 27 نوفمبر 2014 | ولاية فيراكروز، المكسيك        | كولومبيا         | 2–0   | 2–0     | 2014 Central American and Caribbean Games ‏                      |
| 55. | 26 يناير 2016  | فوشان، الصين                   | فيتنام           | 1–0   | 1–0     | 2016 Four Nations Tournament ‏                                   |
| 56. | 10 فبراير 2016 | فريسكو، الولايات المتحدة       | بورتوريكو        | 1–0   | 6–0     | بطولة تصفيات الكونكاكاف المؤهلة للألعاب الأولمبية للسيدات 2016 ‏ |
| 57. | 10 فبراير 2016 | فريسكو، الولايات المتحدة       | بورتوريكو        | 3–0   | 6–0     | بطولة تصفيات الكونكاكاف المؤهلة للألعاب الأولمبية للسيدات 2016 ‏ |
| 58. | 10 فبراير 2016 | فريسكو، الولايات المتحدة       | بورتوريكو        | 5–0   | 6–0     | بطولة تصفيات الكونكاكاف المؤهلة للألعاب الأولمبية للسيدات 2016 ‏ |
| 59. | 15 فبراير 2016 | فريسكو، الولايات المتحدة       | كوستاريكا        | 1–2   | 1–2     | بطولة تصفيات الكونكاكاف المؤهلة للألعاب الأولمبية للسيدات 2016 ‏ |

## مسيرتها التدريبية

### منتخب المكسيك تحت 15 سنة لكرة القدم للفتيات
في 8 أغسطس 2018. أنهى منتخب المكسيك لكرة القدم للفتيات تحت 15 سنة في المركز الثاني في بطولة الكونكاكاف للفتيات تحت 15 سنة 2018.

### منتخب المكسيك تحت 20 سنة لكرة القدم للسيدات
عُيّنت دومينغيز مدربة لمنتخب المكسيك لكرة القدم للسيدات تحت 20 سنة في 19 يناير 2021. قادت الفريق للتأهل إلى كأس العالم للسيدات تحت 20 سنة 2022، بالإضافة إلى الوصول إلى نهائي بطولة الكونكاكاف للسيدات تحت 20 سنة 2022.
في 21 يوليو 2022، قام الاتحاد المكسيكي لكرة القدم بإيقاف دومينغيز وطاقمها التدريبي وفصلهم عن المنتخب بسبب مسألة تتطلب فتح تحقيق داخلي.

## الأوسمة والجوائز

### كلاعبة
- أفضل لاعبة في الدوري لعام 2002[16]
- فريق الأسبوع في دوري W-League لعام 2002 (3 مرات)[57]
- لاعبة الشهر في WUSA لعام 2003[58]
- مرشحة الفيفا لأفضل لاعب في العام 2005[59]

### كمدربة
منتخب المكسيك تحت 15 سنة لكرة القدم للفتيات
- بطولة الكونكاكاف للفتيات تحت 15 سنة: الوصيف: 2018